# Calobata rufipes
Calobata rufipes är en tvåvingeart som först beskrevs av Fabricius 1805.  Calobata rufipes ingår i släktet Calobata och familjen skridflugor. Inga underarter finns listade i Catalogue of Life.